# Alice Bellandi
Alice Bellandi (ur. 20 listopada 1998) – włoska judoczka. Dwukrotna olimpijka. Złota medalistka z Paryża 2024 i siódma w Tokio 2020. Walczyła w wadze średniej i półciężkiej.
Triumfatorka mistrzostw świata w 2025; druga w 2024; trzecia w 2023; uczestniczka zawodów w 2019, 2021 i 2022. Startowała w Pucharze Świata w 2017 i 2018. Srebrna medalistka mistrzostw Europy w 2023 i brązowa w 2022. Mistrzyni świata juniorek w 2018. Trzecia na mistrzostwach kraju w 2016, 2017 i 2018 roku.

## Letnie Igrzyska Olimpijskie 2020
| Konkurencja | Eliminacje           | Eliminacje            | Eliminacje              | Repasaże              | Klas. końcowa |
| Konkurencja | Przeciwnik I         | Przeciwnik II         | 1/4                     | Przeciwnik I          | Miejsce       |
| ----------- | -------------------- | --------------------- | ----------------------- | --------------------- | ------------- |
| 70 kg       | Assmaa Niang (MAR) Z | Anna Bernholm (SWE) Z | Sanne van Dijke (NED) P | Barbara Matić (CRO) P | 7.            |

## Letnie Igrzyska Olimpijskie 2024
| Konkurencja | Eliminacje           | Eliminacje                      | Repasaże                 | Finały              | Klas. końcowa |
| Konkurencja | Przeciwnik I         | 1/4                             | 1/2                      | Finał               | Miejsce       |
| ----------- | -------------------- | ------------------------------- | ------------------------ | ------------------- | ------------- |
| 78 kg       | Mayra Aguiar (BRA) Z | Jelizawieta Litwinienko (UKR) Z | Patrícia Sampaio (POR) Z | Inbar Lanir (ISR) Z | 1.            |